# Symplocos myrtacea
Symplocos myrtacea är en tvåhjärtbladig växtart som beskrevs av Sieb. och Zucc. Symplocos myrtacea ingår i släktet Symplocos och familjen Symplocaceae. Utöver nominatformen finns också underarten S. m. latifolia.